# Donut
Pour l’article homonyme, voir DONUT.
Ne doit pas être confondu avec bagel.

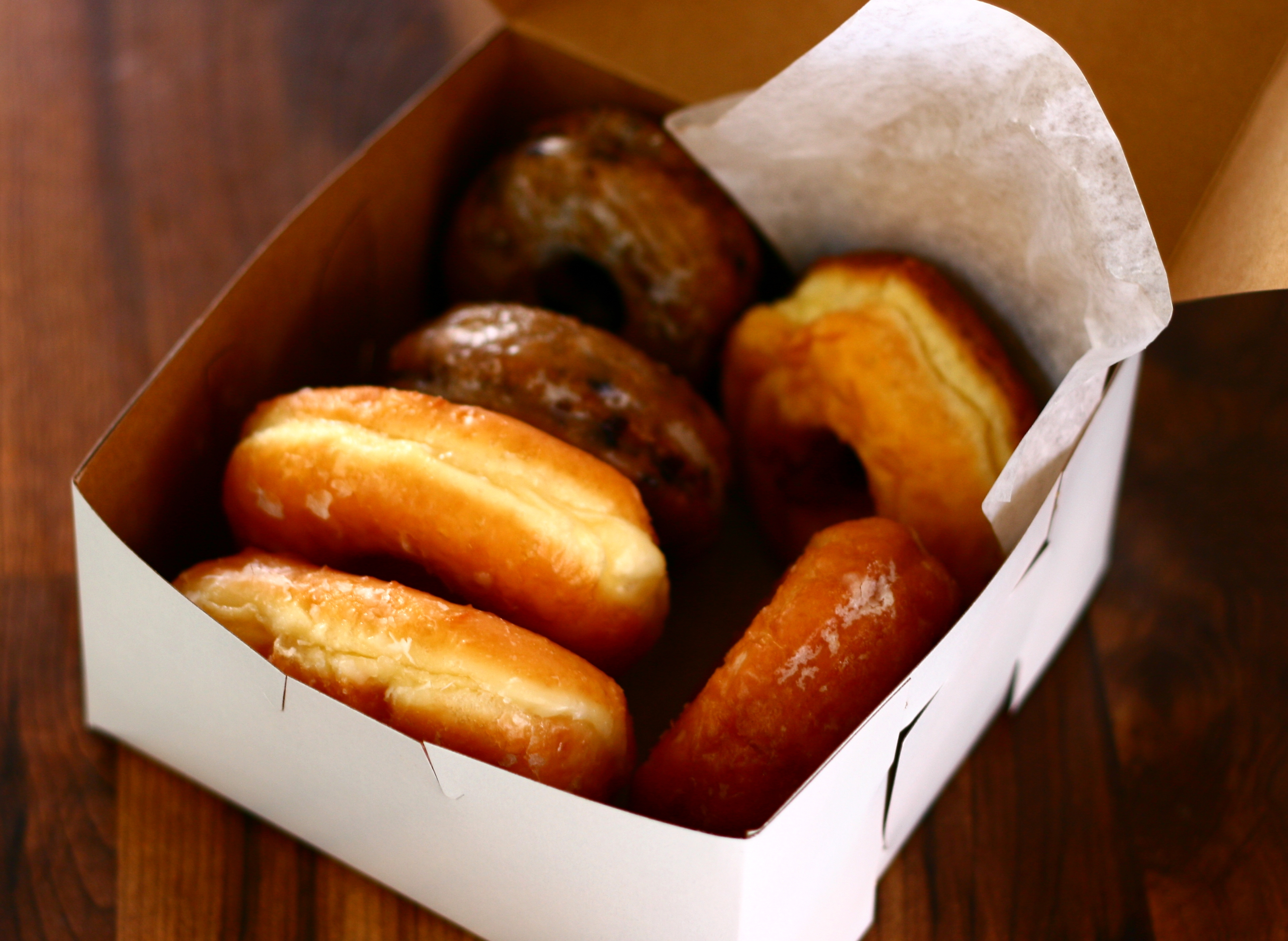
Boîte de donuts.

Donut ou doughnut (en français européen), littéralement « noix de pâte », beigne (au Canada francophone), beignet (en Louisiane et en Acadie) désigne un « beignet sucré » d'Amérique du Nord.

## Présentation
La version la plus courante du donut est de forme torique, à texture dense, souvent couverte d’un glaçage, qui fut popularisée dans les années 1950 par les chaînes de restauration rapide Dunkin’ Donuts (anciennement Open Kettle de l'entrepreneur William Rosenberg du Dorchester) et Krispy Kreme (de l'ancien boulanger Vernon Rudolph de Winston-Salem). Au Canada, cette pâtisserie est principalement diffusée par la chaîne Tim Hortons.[réf. nécessaire]
Les donuts, ou beignes, peuvent parfois être fourrés d’une préparation crémeuse, ce qui les apparente au zeppola italien, ou encore de confiture comme les soufganiot de la fête juive de Hanoucca. Ils s’accompagnent généralement d’un café. 

## Terminologie
Les termes anglais de donut, ou doughnut et canadien francophone de beigne, peuvent occasionnellement désigner toutes formes de beignets sucrés. Les petits donuts de forme sphérique sont appelés donut holes, ou « trous de beigne » au Canada. Cependant, l’expression doughnut shape ou « en forme de beigne » veut dire de forme annulaire, en référence à la version la plus populaire.
En ancien français, beigne est la base morphologique dont est dérivé le beignet, diminutif moderne. Cependant et selon le Dictionnaire étymologique du français de Jacqueline Picoche, dans la collection des « Usuels du Robert », le mot « beigne » est postérieur à « beignet » puisque les premières attestations de beigne datent du XIVe siècle alors que beignet est apparu dès le XIIIe siècle (page 61 de l'ouvrage). Le Dictionnaire étymologique et historique du français (Larousse, p. 74) précise que « beigne » serait apparu en 1378 sous la forme buyne et que « beignet » date du début du XIIIe siècle (buignez) ; la forme courante dans le Sud-Est de la France est d'ailleurs « bugne ».
La première attestation du mot « beigne » au Québec est consignée par le père jésuite Pierre-Philippe Potier dans un lexique rédigé entre 1743 et 1758. En 1855, le terme apparaît sous la graphie baigne qui est celle qui sera reprise en 1877 par un auteur anglophone.

## Histoire

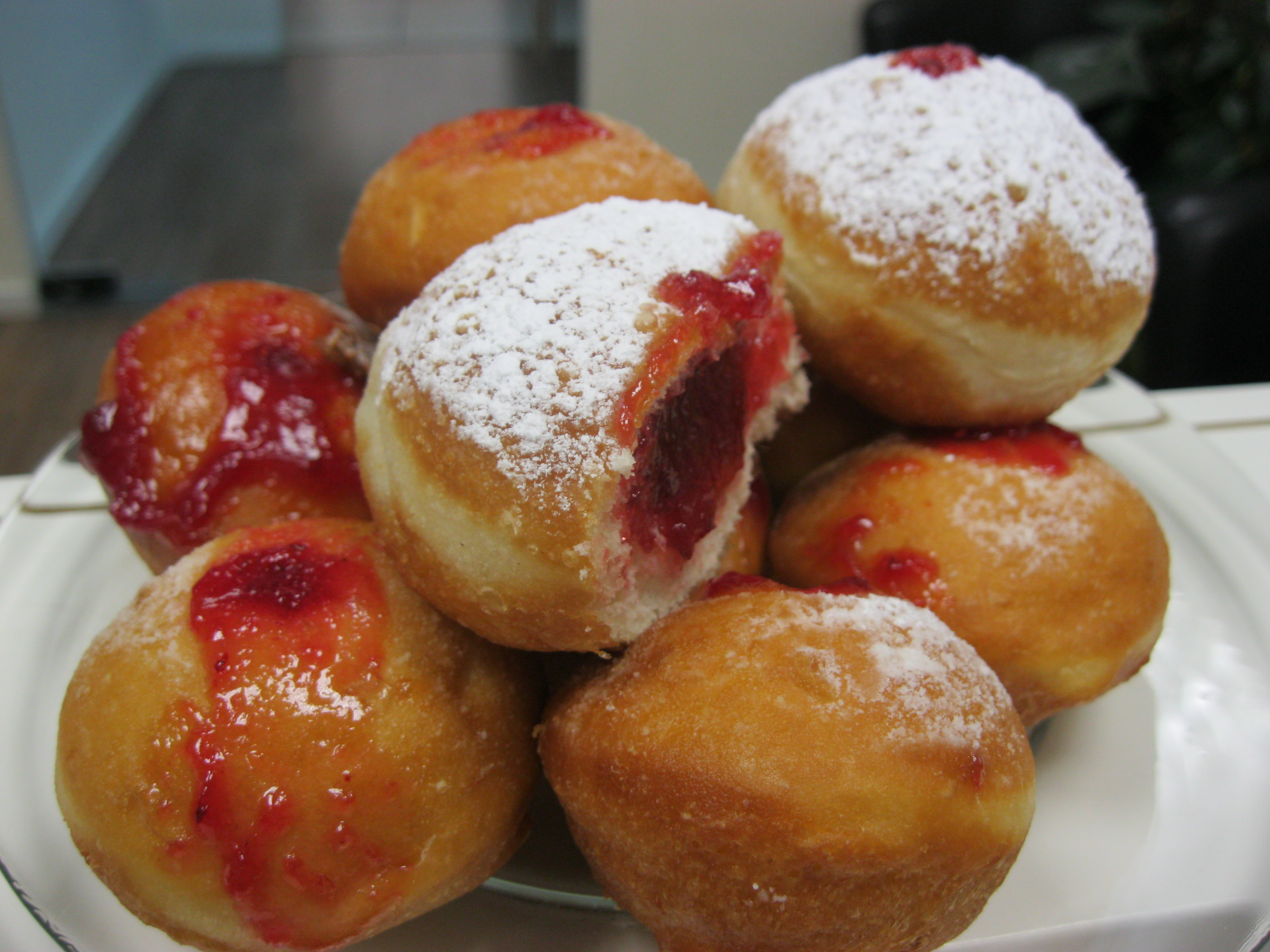
Sufganiyot classiques de Hanoucca, remplis de gelée de fraise et saupoudrés de sucre glace.

Il n'y a pas d'accord sur l'origine de cette pâtisserie. Il faut distinguer les recettes de beignets arrivées d’Europe avec les colons, probablement dès le XVIIe siècle, des recettes du populaire beigne de forme annulaire, plus contemporain, mais dont l'origine demeure obscure. Dans l'Encyclopédie de la cuisine juive, la première soufganiya (beignet fourré consommé lors de Hanoucca) est datée de 1485, alors que la première référence à la pâtisserie frite de Hanoucca se trouve dans les écrits du rabbin Maimon ben Yosef qui a vécu au XIIe siècle.

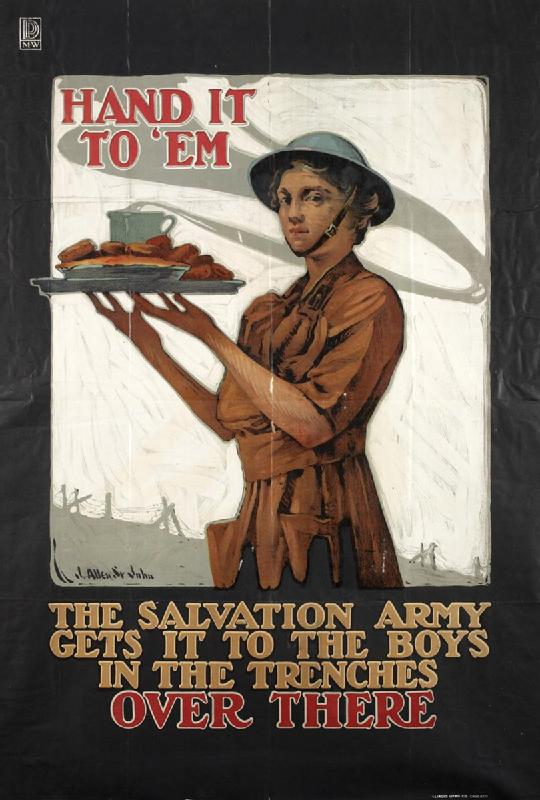
Affiche présentant l'Armée du Salut offrant des doughnuts pour les militaires des tranchées.

Les premiers beignets seraient arrivés en Amérique au XVIIe siècle avec les colons des Pays-Bas et leurs oliebollen (« boules cuites dans de l'huile »). L'introduction du beignet est également revendiquée au XVIIIe siècle par les Québécois (voir section « Le beigne au Québec ») comme par les Louisianais.
La première référence au terme doughnut dans un livre de cuisine anglo-américain remonterait à 1803, selon Paul R. Mullins, auteur du livre Glazed America : A History of the Doughnut. L'américain Hanson Gregory prétend avoir inventé la forme annulaire en 1847. Enfin, le tabloïd Daily Mail avance en 2013 l'hypothèse d'une origine britannique, dans les années 1800-1810.
En 1917, afin de remonter le moral des militaires, deux volontaires de l'Armée du salut, l'officière Margaret Sheldon et l'adjudante Helen Purviance, ont l'idée de confectionner des donuts. Le succès est immédiat et important, avec une moyenne de trois cents par jour. Surnommées les Doughnut Dollies, elles sont à l'origine de la Journée des beignets, créée par l'Armée du salut en 1938, qui a précédé la Journée nationale des beignets, célébrée chaque année aux États-Unis le premier vendredi du mois de juin.

## Nutrition

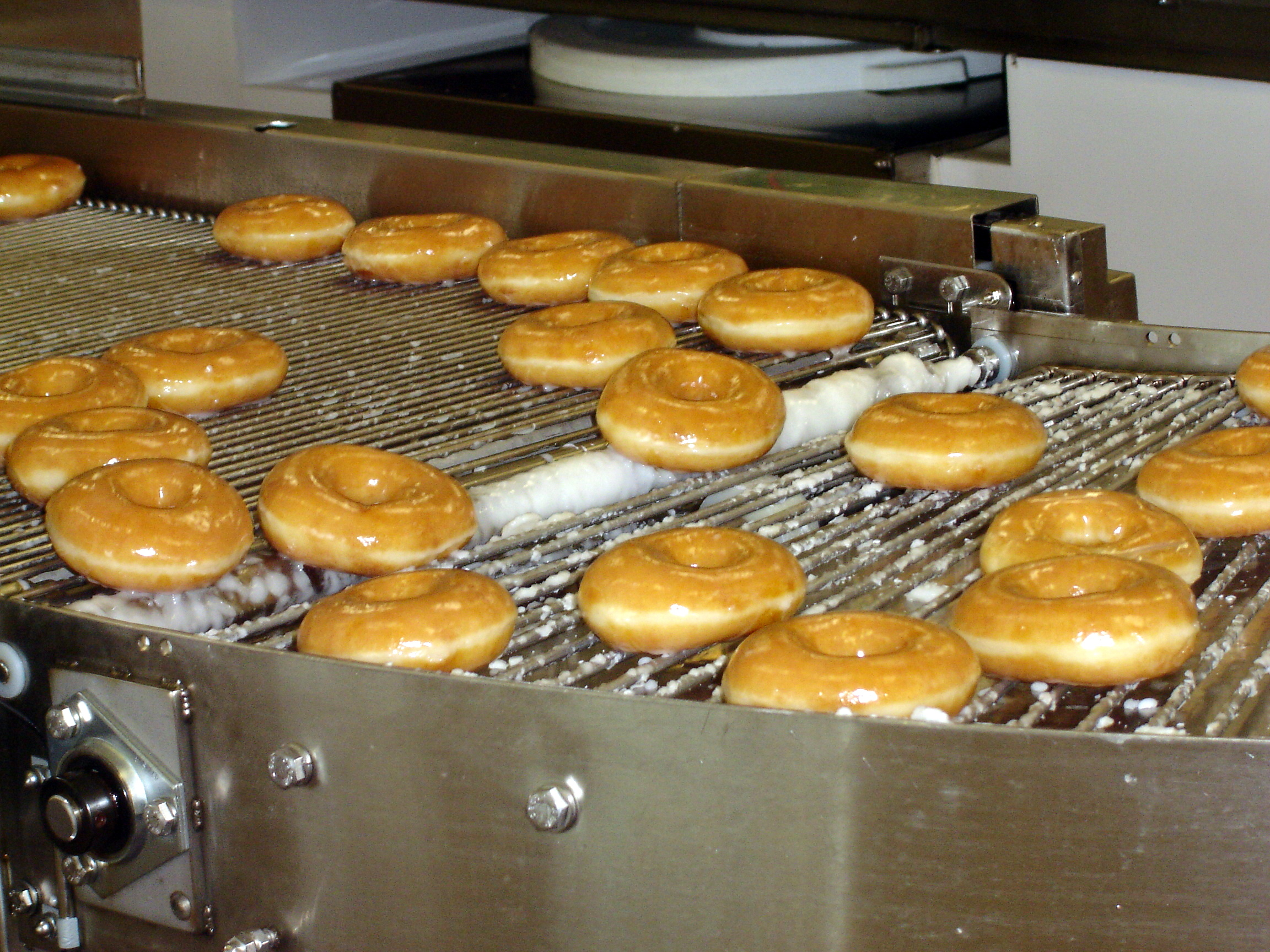
Fabrication de donuts « glacés ».

La base de données nutritionnelle du département de l'Agriculture des États-Unis, dans sa version SR28 de 2015, fournit les valeurs moyennes suivantes pour 100 g de donut : 434 kcal d'énergie apportés par 5,3 g de protéines, 24,9 g de lipides et 47,1 g de glucides (dont 18,1 g de sucres).

## Commercialisation
En Amérique du Nord, les donuts sont généralement vendus dans des boutiques spécialisées en franchise, des « donut shops », à l'unité ou à la douzaine.
Les principales enseignes se spécialisant dans la vente au détail sont Dunkin' Donuts, Krispy Kreme et Tim Hortons qui sont présentes dans toute l'Amérique du Nord. On peut également les acheter dans les supermarchés et les épiceries.

## Particularités locales

### Beignet en Louisiane
La préparation des beignets (fritters ou square French donuts) est arrivée en Louisiane avec la colonisation française. Il est possible que la recette ait été amenée par les ursulines en 1725, mais rien ne l'atteste. La version la plus connue aujourd'hui du beignet louisianais est celle proposée par le Café du Monde, fondé en 1862 dans le quartier français du Vieux carré à La Nouvelle-Orléans.

### Beigne au Québec
Les Québécois ont traditionnellement cuisiné le beigne à l'ancienne, avant l'existence des chaînes de restauration spécialisées comme Tim Hortons. La recette francophone la plus ancienne attestée du beigne se trouve dans le livre de 1840 La cuisinière canadienne qui est aussi, d'après la Bibliothèque et Archives nationales du Québec, « le premier livre de recettes écrit et publié au Québec »,.
En revanche, l’attestation du nom et les descriptions sommaires sont plus anciennes et antérieures à 1760 : « Affirmer que les Anglais auraient introduit l’usage des desserts dans notre ordinaire relève de la légende ». Le beigne au levain fait partie d'une longue liste de recettes de la cuisine traditionnelle québécoise,.
L’auteur, Jean-Marie Francœur, attribue les influences réciproques qu’ont subi les cuisines québécoises et américaines, aux échanges commerciaux qui se sont développés entre Montréal et Boston après 1760.
Au Québec, ce sont des beignes qu'on apporte au bureau pour partager entre collègues, à l'instar des viennoiseries en France. Dans certaines entreprises, il y a même une tradition d'apporter des beignes lorsqu'on laisse sa session ouverte sans surveillance sur son ordinateur. Pour ce faire, un collègue souligne que l'employé a oublié de verrouiller sa session en écrivant sur un canal de communication de l'entreprise, via la session laissée déverrouillée, que ledit employé va apporter des beignes à ses collègues le lendemain. Cette façon de faire s'est répandue à la suite de la mise en place de pratiques plus sécuritaires quant aux données informatiques, particulièrement depuis que les organisations ont davantage d'employés qui travaillent à distance ou dans des lieux publics. Un néologisme est apparu avec cette manière de faire de plus en plus répandue, soit que l'employé « s'est fait beigner ».

## Donuts dans la culture

### Cinéma et télévision

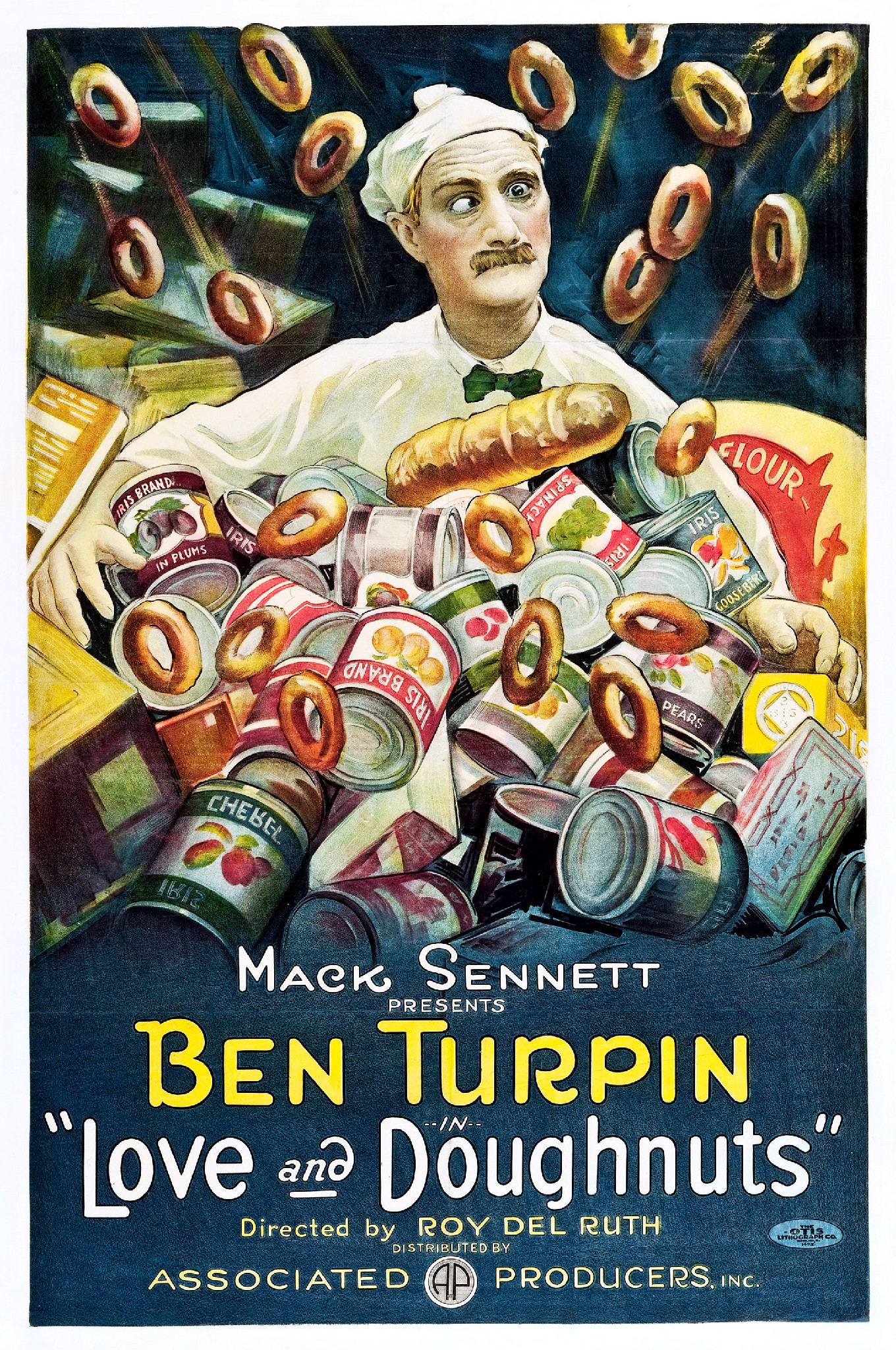
Donuts sur l'affiche du film Love and Doughnuts.

Une des premières utilisations du donut au cinéma est dans une production de Mack Sennett intitulée Love and Doughnuts, sorti en 1921.
Le donut a été popularisé hors de l'Amérique du Nord par la série animée Les Simpson comme étant le péché mignon d'Homer Simpson. Le donut est aussi considéré, dans de nombreux films et séries américaines (Flic de haut vol, Jesse Stone, Esprits criminels, New York, unité spéciale…), comme la pâtisserie préférée des officiers de police.

### Sports mécaniques
Dans les sports mécaniques, on appelle « donuts » un burn dans lequel le pilote d'une automobile ou d'une motocyclette dessine des cercles en forme de donuts sur l'asphalte avec la gomme de ses pneumatiques, généralement pour célébrer une victoire.

### Tir à l'arc
Au tir à l'arc, on appelle « faire un donut » lorsqu'un archer arc à poulies fait un dix avec une flèche en plein centre de la cible, sans toucher le cordon (trait délimitant les zones de points).[réf. nécessaire]